# Версет
Версет (англ. verset) — невелика п'єса для органа, зазвичай поліфонічного складу. Час розквіту жанру — епохи Відродження і бароко. Версети були характерні для католицької традиції, а також німецької та англійської протестантської богослужбової практики.
Версети з'явилися в католицькому богослужінні з практики альтернативного виконання псалмів і (псалмоподібних) пісень біблійних (Benedictus, магніфікат), а також строфічних форм (гімнів, секвенцій, великих Маріанських антифонів, частин ординарій меси) григоріанського хоралу. З окремих версетів до ординарію меси сформувалися великі за масштабом цикли п'єс, пізніше названі органною месою.